# Leukbach
Der Leukbach (oder die Leuk) ist ein linker Nebenfluss der Saar und hat eine Länge von 15 km. Das Einzugsgebiet beträgt 87,9 km². 
Er ist ein Gewässer II. Ordnung von der Mündung in Saarburg bis zur saarländischen Landesgrenze bei Freudenburg.

## Name
Um das Jahr 1250 wird der Bach als fluminis … Luca erstmals urkundlich genannt. Der Name kann auf den keltischen Wortstamm *louko- mit der Bedeutung „(schwarz) leuchtend“ zurückgeführt werden.

## Geographie

### Verlauf
Der Leukbach entspringt in Eft, Gemeinde Perl im Saarland und durchfließt die Gemeinden Mettlach, Freudenburg, Trassem und mündet in Saarburg (Rheinland-Pfalz) in die Saar.
Der Leukbach wurde bei Saarburg im 12. Jahrhundert umgeleitet und stürzt seither über einen 18 m hohen Wasserfall. Damit ist er für Fische und andere Wasserfauna aus der Saar praktisch unzugänglich.

### Zuflüsse
- Hellendorfbach (rechts)
- Schuhbour (rechts)
- Hundelsbach (rechts)
- Galgenbach (links)
- Fischerbach (links)
- Oberleukner Klingelbach (links)
- Gliederbach (links), 4,0 km
- Merlbach (rechts)
- Dinscheidbach (rechts)
- Ortungsbach (rechts)
- Gehansbach (rechts)
- Endinger Bach (rechts)
- Schenkelbach (rechts), 0,6 km
- Ebertsbach (rechts), 1,2 km
- Perbesbach (links)
- Ehlgraben (links)
- Freudenburger Bach (rechts), 2,7 km
- Kirfer Bach (links), 2,6 km
- Meuricher Bach (Weyerbach) (links), 2,1 km und 2,5 km²
- Schondbach (links), 1,7 km und 1,0 km²
- Muschbach, (rechts), 0,7 km und 1,1 km²
- Sprenkelbach (links), 3,2 km und 7,2 km²
- Zinnbach (links), 1,1 km und 1,1 km²
- Kreuzbach (rechts), 1,1 km und 1,1 km²
- Mandelbach (links), 2,2 km und 2,9 km²
- Lohbach (links), 3,3 km und 5,4 km²